# Pascual Martí
Pascual Martí, né en Espagne, est un coureur cycliste espagnol, professionnel en 1931.

## Palmarès
- 1929
  - Circuit des monts du Roannais
  - 2e à Circuit du Forez
- 1931
  - 3e à Circuit du Forez
  - 3e au Circuit des villes d'eaux d'Auvergne
- 1932
  - 3e à Lyon-Grenoble-Lyon
- 1933
  - 3e à Circuit du Forez
  - 3e à Circuit du Mont-Blanc
  - 3e à Vichy-Lyon